# كينيث فوغل
كينيث فوغل (بالإنجليزية: Kenneth Vogel)‏ هو صحفي سياسي وصحفي أمريكي، ولد في 9 أغسطس 1975.